# Eduard Schlusche
Eduard Schlusche (12. října 1894 Horní Benešov – duben 1945 Neuengamme – Baltské moře) byl sudetoněmecký křesťanský vydavatel, knihkupec a obchodník. Věnoval se vydávání a šíření knih s křesťanskou tematikou, varoval před nebezpečím nacismu a před druhou světovou válkou se podílel na tajném šíření církevních dokumentů odsuzujících nacismus, jako byla například papežská encyklika Mit brennender Sorge („S horoucí péčí“).

## Život
Eduard Schlusche pocházel z jedenáctičlenné rodiny, narodil se jako osmý z devíti sourozenců. Jeho otec Carl Schlusche byl kartáčníkem v Horním Benešově, matka Emma, rozená Kleinová pocházela z Libiny. V roce 1901 se rodina přestěhovala do Bruntálu (Freudenthal). Eduard zde navštěvoval obecnou a měšťanskou školu, v roce 1908 se začal učit kupcem.
V mládí jej ovlivnilo členství v katolickém spolku mládeže a někteří kněží řádu německých rytířů, kteří v Bruntále působili, konkrétně P. Robert Schälzky, který byl vedoucím zmíněného spolku, a P. Heribert Kluger, který působil mimo jiné jako učitel náboženství a češtiny na státním reálném gymnáziu v Bruntále a byl předsedou mariánské kongregace.
Za první světové války byl Eduard Schlusche sice povolán, avšak kvůli své krátkozrakosti pracoval v kanceláři.
Po vyučení se Eduard Schlusche živil jako obchodník se dřevem, ale zajímal se také o knihy a obchodování s nimi. V roce 1922 se stal prokuristou na pile v Lomnici (Lobnig), kde vedle své hlavní činnosti zřídil také zásilkový obchod s knihami. Později založil knihkupectví v Bruntále, a v roce 1939 i v Opavě. Následně začal knihy také sám vydávat.
V roce 1934 ve svém vydavatelství vytiskl pastýřský list německých biskupů kritický vůči nacismu s názvem „Odejděte se zbrojí Boží“ (Leget die Waffenrüstung Gottes an); tento dokument byl dále šířen do nedalekého Německa. Když v roce 1937 papež Pius XI. vydal encykliku Mit brennender sorge, která se věnovala situaci katolické církve v Německé říši, Eduard Schlusche se podílel na její distribuci církevním představitelům v Německu. Muselo se tak dít ve spěchu, aby nacistické úřady nemohly šíření textu zablokovat, a především ve velkém utajení. Bylo tak umožněno, aby tento dokument zazněl na květnou neděli 21. března 1937 z kazatelen katolické církve v Německu.
Eduard Schlusche byl kvůli své činnosti nakonec zatčen gestapem. Dostal se do koncentračního tábora Hamburg-Neuengamme. Konkrétní okolnosti jeho smrti nejsou známy. Vězni, kteří pobyt v táboře přežili, byli mezi 22. dubnem a 1. květnem 1945 příslušníky jednotek SS nahnáni na lodě a odvezeni na moře. Lodě „Thielbek“, „Cap Arcona“ a „Athen“ byly následně nedopatřením bombardovány britskými letci, a kromě poslední jmenované se potopily v lübecké zátoce. Je možné, že za těchto okolností zahynul i Eduard Schlusche, jelikož nebyl mezi těmi, kdo tuto tragickou událost přežili.